# Salvatore Esposito (football)
Pour l’article homonyme, voir Salvatore Esposito.
Salvatore Esposito, né le 7 octobre 2000, est un footballeur italien qui joue au poste de milieu de terrain pour le ChievoVerona, en prêt de la SPAL.

## Carrière

### En club

#### SPAL
Il a initialement rejoint la SPAL en janvier 2018, en prêt de l'équipe des moins de 19 ans de l'Inter Milan. Il fait plusieurs apparitions sur le banc de la SPAL à la fin de la saison 2017-2018 de série A. 
Le 29 juin 2018, la SPAL obtient son transfert permanent de l'Inter. 

#### Prêt à Ravenne
Le 9 janvier 2019, il est prêté au club de Serie C Ravenna jusqu'à la fin de la saison. 
Il fait ses débuts en Serie C pour Ravenna le 22 janvier 2019 dans un match contre Triestina en tant que remplaçant de Carlo Martorelli à la mi-temps.

#### Prêt à Chievo
Le 11 juillet 2019, Esposito est prêté au club de Serie B du Chievo jusqu'au 30 juin 2020. 

### En sélection nationale
Il a d'abord été appelé pour représenter son pays en 2015 au sein de l'équipe nationale de football des moins de 16 ans en Italie, en tant que joueur de l'Inter Milan. 
Le 16 janvier 2019, il fait ses débuts au sein de l'équipe italienne des moins de 19 ans lors d'un match amical contre l'Espagne et marque un but lors d'une victoire 3-0. 

## Vie privée
Il est le frère aîné de l'attaquant de l'Inter Milan, Sebastiano Esposito. 

## Honneurs
Italie des moins de 20 ans
- Quatrième place de la Coupe du Monde FIFA : 2019[8]